# Jindřich Vácha
Jindřich Vácha (10. března 1872 Hrotovice – 16. ledna 1954 Brno) byl český právník, rada Nejvyššího soudu v Brně, dlouholetý předseda Soudcovské jednoty moravskoslezské.

## Kariéra

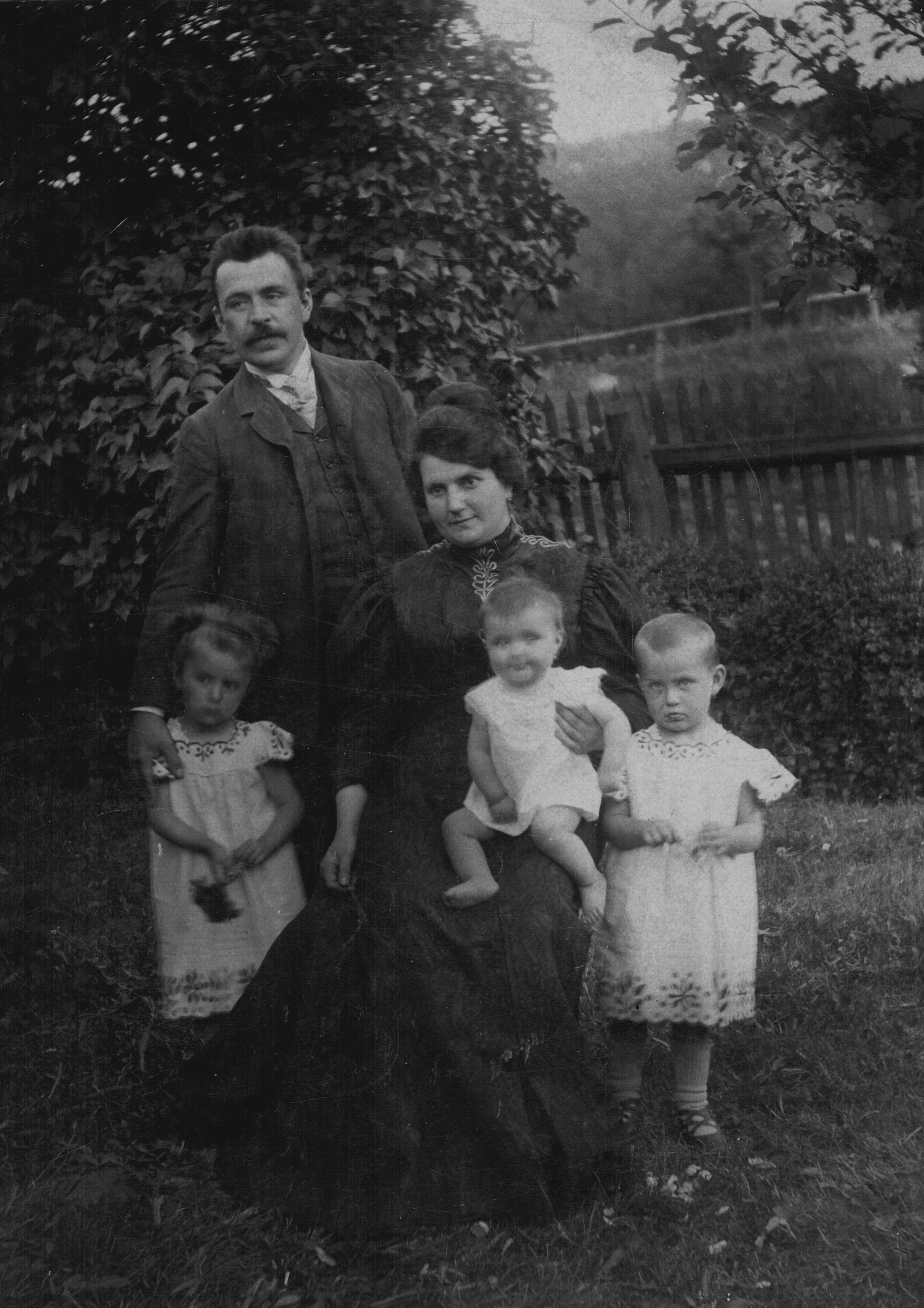
Rodina Váchova roku 1905

Byl politicky činný za Lidovou stranu na Moravě – moravští mladočeši. V roce 1907 kandidoval za venkovský obvod český číslo 28, dosáhl 20,5 % (neboli 2714 hlasů) a nebyl zvolen. Do roku 1910 vykonával funkci okresního soudce v Hrotovicích. V době první republiky byl předsedou trestního senátu Nejvyššího soudu Československa. Byl také členem zkušební komise Právnické fakulty Masarykovy univerzity v Brně. Penzionován byl v roce 1939.

## Rodina
Jindřich Vácha byl synem manželů Jana Váchy a Anny, roz. Kouřímské (1848? – 1. 5. 1934). Otec Jan Vácha se narodil v Rohozné u Dolní Cerekve. Rodina žila v Dolní Cerekvi, posléze v Němčicích u Ivančic. Jan Vácha působil jako nadučitel v Boskovicích. . Jindřich Vácha měl tři sourozence: Otta, 25. 8. 1877 - 7. 10. 1959 který se stal knězem a naposledy byl farářem v Ivani, dále Marii provdanou Novotnou a Arnošta, 1883 - 31. 1. 1962 jenž byl ředitelem gymnázia v Tišnově.
Manželka Jindřicha Váchy byla Viktorie (26. 12. 1876 Domamil – 1. 12. 1957 Uherské Hradiště), rozená Juránková. Jindřich a Vítězslava Váchovi měli pět dětí. Zora 25. 6. 1901 - 7. 11. 1984, Jitka 5. 11. 1902 - Věra 18. 11. 1904 - Helena 9. 3. 1906 - 10. 9. 1906 a Dagmar 17.2. 1911 - 17.11. 1986. Pravnučkou Jindřicha Váchy je právnička a aktivistka Klára Samková.